# Millennium Seed Bank Partnership
Le Millennium Seed Bank Partnership (MSBP ou MSB), le partenariat pour la banque de semences du millénaire, anciennement connu sous le nom de Millennium Seed Bank Project, est un projet international de conservation des graines de plantes sauvages, coordonné par les jardins botaniques royaux de Kew (Royaume-Uni). Après avoir obtenu une subvention de la Commission du Millénaire en 1995, le projet a débuté en 1996. Cette banque de graines est hébergée dans le Wellcome Trust Millennium Building situé sur le terrain de Wakehurst Place, dans le Sussex de l'Ouest. Son objectif est de garantir contre l'extinction des espèces de plantes dans la nature, en stockant des semences pour une utilisation future. Les installations de stockage consistent en de grandes chambres froides souterraines voûtées, abritant la plus grande banque de semences de plantes sauvages au monde. Le projet a été lancé par le Dr Peter Thompson et dirigé par Paul Smith, après le départ de Roger Smith. Ce dernier a été décoré de l'ordre de l'Empire britannique en 2000, pour services rendus au projet.
Des expéditions sont organisées en collaboration avec d'autres projets de biodiversité dans le monde entier, pour collecter des semences de plantes des zones arides. Dans la mesure du possible, les collections sont conservées dans le pays d'origine et les doubles sont envoyés au projet Millennium Seed Bank pour être stockés. Des partenariats importants existent sur tous les continents, permettant aux pays concernés de réaliser des objectifs internationaux tels que la stratégie mondiale pour la conservation des plantes ou les objectifs du millénaire pour le développement du programme des Nations unies pour l'environnement.

## Historique

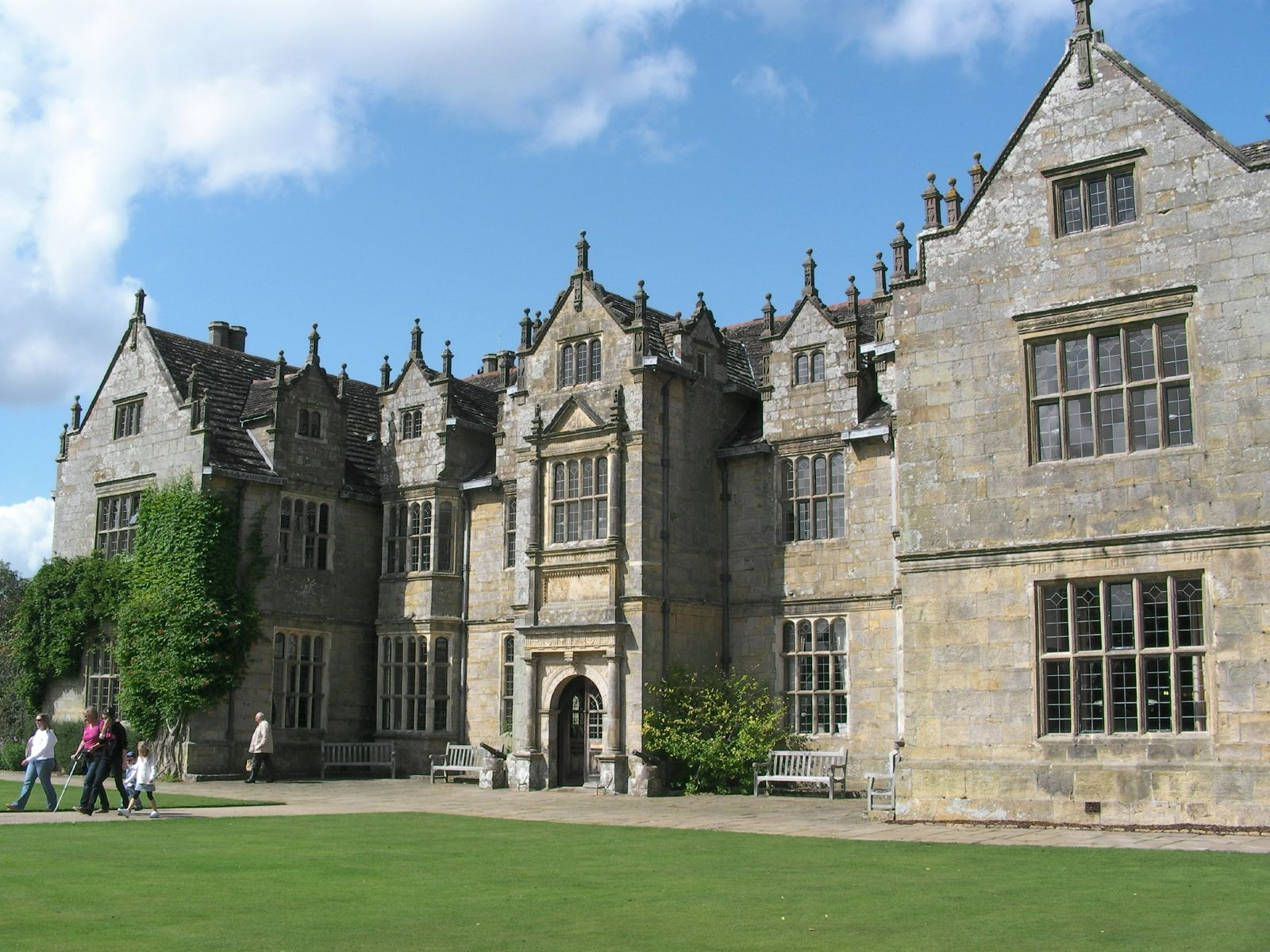
Le manoir de Wakehurst Place dont le parc est un jardin botanique ouvert au public.

En 1980, la banque de semences de Kew est créée par Peter Thompson. Elle a été dirigée par Roger Smith de 1980 à 2005.
Le bâtiment Wellcome Trust Millennium Seed Bank a été conçu par la société Stanton William et inauguré par le prince Charles en 2000. Les laboratoires et les bureaux sont répartis dans deux ailes qui bordent un large espace d'exposition ouvert aux visiteurs. Il permet également à ces derniers d'observer à travers les grandes fenêtres le nettoyage et la préparation des semences pour le stockage, ou d'apercevoir l'entrée des voûtes souterraines où les semences sont stockées à −20 °C.
En 2001, le programme international du Millennium Seed Bank Project (MSBP) est lancé. À partir de 2005, Paul Smith en prend la direction.
En avril 2007, la milliardième graine est entrée dans les collections, un bambou africain nommé Oxytenanthera abyssinica. En octobre 2009, la banque de graine avait atteint son objectif de 10 % de stockage de toutes les espèces de plantes sauvages du monde en ajoutant à son inventaire les graines de Musa itinerans, une banane sauvage.
En juin 2015, l'estimation du nombre d'espèces de plantes portant des graines ayant augmenté entre-temps, les 34 088 espèces de plantes sauvages et 1 980 405 036 semences stockées représentaient alors plus de 13 % des espèces de plantes sauvages du monde.

## Objectifs
Les principaux objectifs du projet sont les suivants:
- L'objectif initial du partenariat consistait à stocker 10 % de la flore connue d'ici à 2010. Il a été atteint en octobre 2009. L'objectif de la seconde phase est de recueillir les graines de 75 000 espèces de plantes d'ici 2020, qui représenteraient ainsi 25 % de la flore connue.
- Recueillir des graines sur toute la flore indigène du Royaume-Uni.
- Poursuivre des recherches sur la conservation et la préservation des semences et des plantes.
- Agir en tant que point focal pour la recherche dans ce domaine et encourager l'intérêt et le soutien du public.

## Partenariats internationaux
Des partenariats existent en Australie, au Mexique, au Chili, au Kenya, en Chine, aux États-Unis, en Jordanie, au Mali, au Malawi, à Madagascar, au Burkina Faso, au Botswana, en Tanzanie, en Arabie saoudite, au Liban et en Afrique du Sud. L'Australie est particulièrement importante car sa flore constitue 15 % du total mondial des espèces, dont 22 % sont menacées d'extinction.

## Conservation des graines
Les récoltes de semences arrivent au MSBP dans différentes conditions, parfois attachés aux fruits, parfois propres. Il y a généralement un spécimen de référence associé, qui peut être utilisé pour identifier la plante. Les récoltes sont immédiatement transférées dans une pièce sèche, jusqu'à ce que le traitement puisse être effectué, consistant à débarrasser les graines des débris et autres matières végétales, puis elles sont radiographiées, comptées et stockées à −20 °C. Les semences sont stockées dans des récipients en verre hermétiquement fermés, ainsi que des sachets de gel de silice imprégnés de composés indicateurs qui changent de couleur si de l'humidité pénètre dans l'échantillon. La viabilité des graines est vérifiée avec un test de germination peu de temps après la mise en banque, puis à intervalles de 10 ans. Si les collections de semences sont peu nombreuses, la récolte dans la nature est toujours la solution privilégiée.

## Fourniture de graines
Des graines peuvent être obtenues à partir de la liste de semences du MSBP. S'il elle en a l'autorisation légale, la banque de graines peut alors fournir jusqu'à 60 semences gratuites à des organisations non commerciales de bonne foi à des fins de recherche, de restauration et de réintroduction. Toutes les semences fournies aux institutions le sont à but non lucratif.
Le MSBP exploite également le UK Native Seed Hub, qui vise à améliorer la résilience des réseaux écologiques du Royaume-Uni, en fournissant des semences de haute qualité, originaires du Royaume-Uni, à des groupes de conservation et de restauration.